# Ju Sang-čchol
Ju Sang-čchol, hangul: 유상철, handža: 柳相鐵, anglickým přepisem Yoo Sang-Chul, (18. říjen 1971, Soul – 7. června 2021) byl jihokorejský fotbalista. Hrával na pozici záložníka.
V dresu reprezentace Jižní Koreje se zúčastnil dvou světových šampionátů (1998, 2002). Na šampionátu 2002, kde Jihokorejci dosáhli historického úspěchu, když obsadili 4. místo, byl federací FIFA zařazen i do all-stars týmu. Má bronzovou medaili z mistrovství Asie 2000. Hrál i na olympijských hrách roku 2004. Celkem za národní tým odehrál 120 utkání a vstřelil 18 gólů.
S Ulsan Hyundai se stal dvakrát mistrem Jižní Koreje (1996, 2005), s Jokohama F. Marinos dvakrát mistrem Japonska (2003, 2004).